# Asteroide di tipo T
Gli asteroidi di tipo T sono un raggruppamento nella classificazione spettrale degli asteroidi di Tholen. Sono rari asteroidi di composizione non nota, molto scuri, con un leggero spettro sul rosso e banda di assorbimento sui 0,85 μm. Non sono stati trovati meteoriti che siano un campione di questi asteroidi. Un esempio di questi asteroidi è 114 Kassandra. Esistono solamente 6 asteroidi conosciuti di questo tipo.